# Danny Barker
Danny Barker (New Orleans ,13 jan 1909 - 13 mrt 1994) was een Amerikaanse jazzmusicus. Hij zong en speelde banjo, gitaar en ukulele.
Zijn speelstijl had hij van Lorenzo Staulz, die ooit gitaar speelde bij de legendarische vroege jazz- en ragtimemuzikant uit New Orleans, Buddy Bolden.

## Jeugd
Danny Barker werd in 1909 geboren in New Orleans als zoon van Rose Barbarin en zo een telg van de Barbarin-familie van New Orleanse muzikanten. Hij was de kleinzoon van bandleider Isidore Barbarin, en via zijn moeder neef van drummers Paul Barbarin en Louis Barbarin. Hij begon met klarinet en drums voordat hij overstapte op een ukelele die hij van zijn tante had gekregen. Van zijn oom kreeg hij een banjo, die zijn belangrijkste instrument zou worden.

## Carrière
Barker begon in zijn jeugd in een straatorkest, de Boozan Kings en speelde in de band van Little Brother Montgomery. In 1930 verhuisde hij naar New York, waar hij overstapte van banjo naar gitaar. Hij werkte samen met Buddy Harris in 1933, Albert Nichols in 1935, Lucky Millinder van 1937 tot 1938 en Benny Carter in 1938. Van 1939 tot 1946 was hij regelmatig slaggitarist bij Cab Calloway, en begon daarna zijn eigen groep met zijn vrouw, zangeres Blue Lu Barker.
Midden jaren 1940 was hij een veelgevraagde sessiemuzikant, voornamelijk bij Pops Foster en Baby Dodds. In 1955 nam hij een album op met Paul Barbarin And His New Orleans Jazz, met een Frans-Creoolse traditional : "Eh La Bas".
In 1965 keerde hij terug naar New Orleans om te gaan werken als assistent van de curator van het "New Orleans Jazz Museum".
Op verzoek vanuit de baptistengemeente richtte Danny Barker werd in 1970 de Fairview Baptist Church Marching Band op. De band fungeerde als opleidingsinstituut om de New Orleans Jazz levend te houden.
Barker schreef en publiceerde twee boeken over jazz, "Bourbon Street Black" in 1973, geschreven insamenwerking met Dr. Jack V. Buerkle, en het autobiografische "A Life In Jazz" in 1986.